# Nowa Wieś (Kuczbork-Osada)
Pour les articles homonymes, voir Nowa Wieś.
Nowa Wieś (prononciation : [ˈnɔva ˈvjɛɕ]) est un village polonais de la gmina de Kuczbork-Osada dans le powiat de Żuromin de la voïvodie de Mazovie dans le centre-est de la Pologne.
Il se situe à environ 14 km au nord-est de Żuromin (siège du powiat) et à 121 km au nord-ouest de Varsovie (capitale de la Pologne).
Le village compte une population d'environ 300 habitants.

## Histoire
De 1975 à 1998, le village appartenait administrativement à la voïvodie de Ciechanów.